# Chojno-Wieś

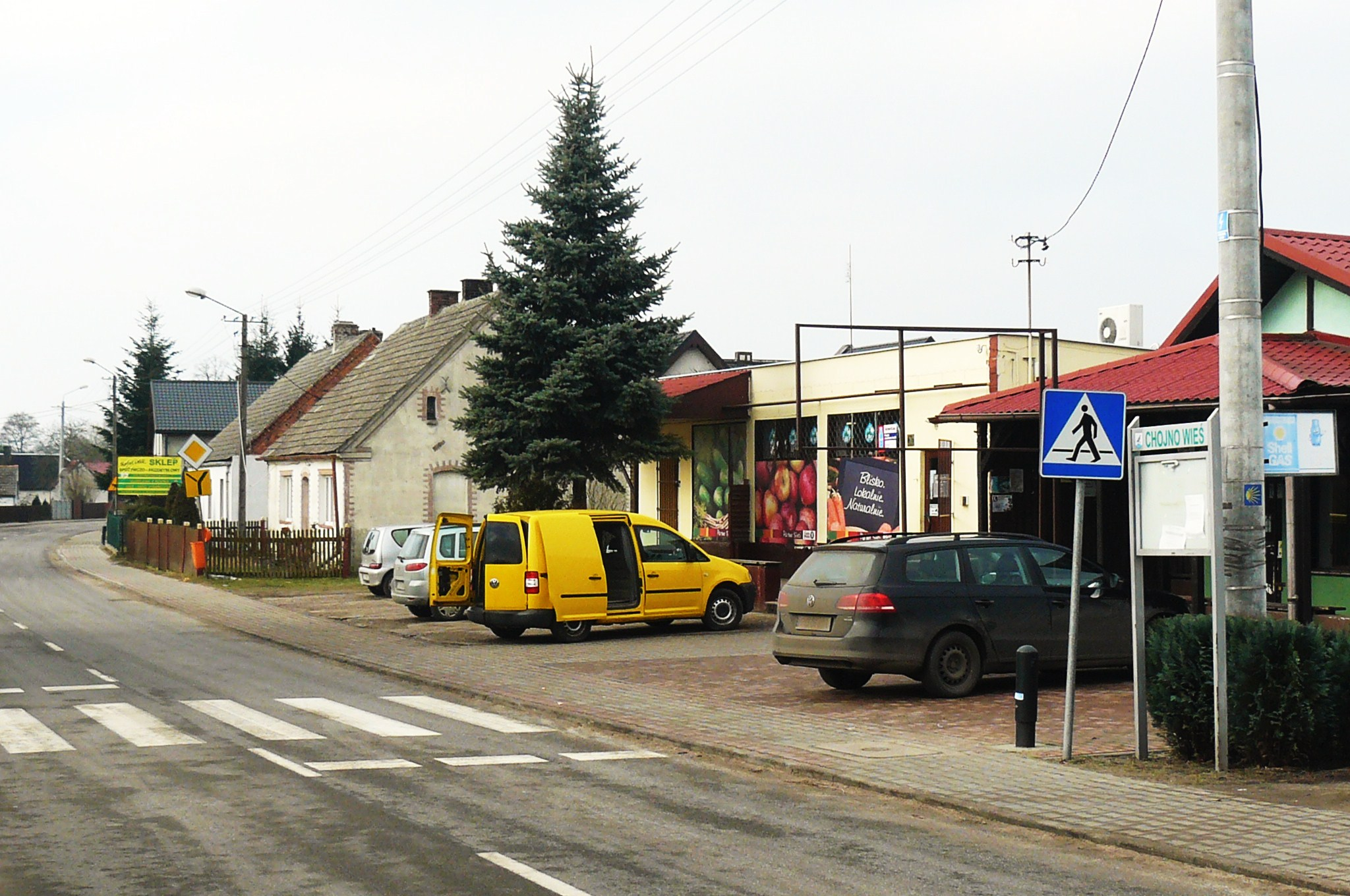
Centrum wsi

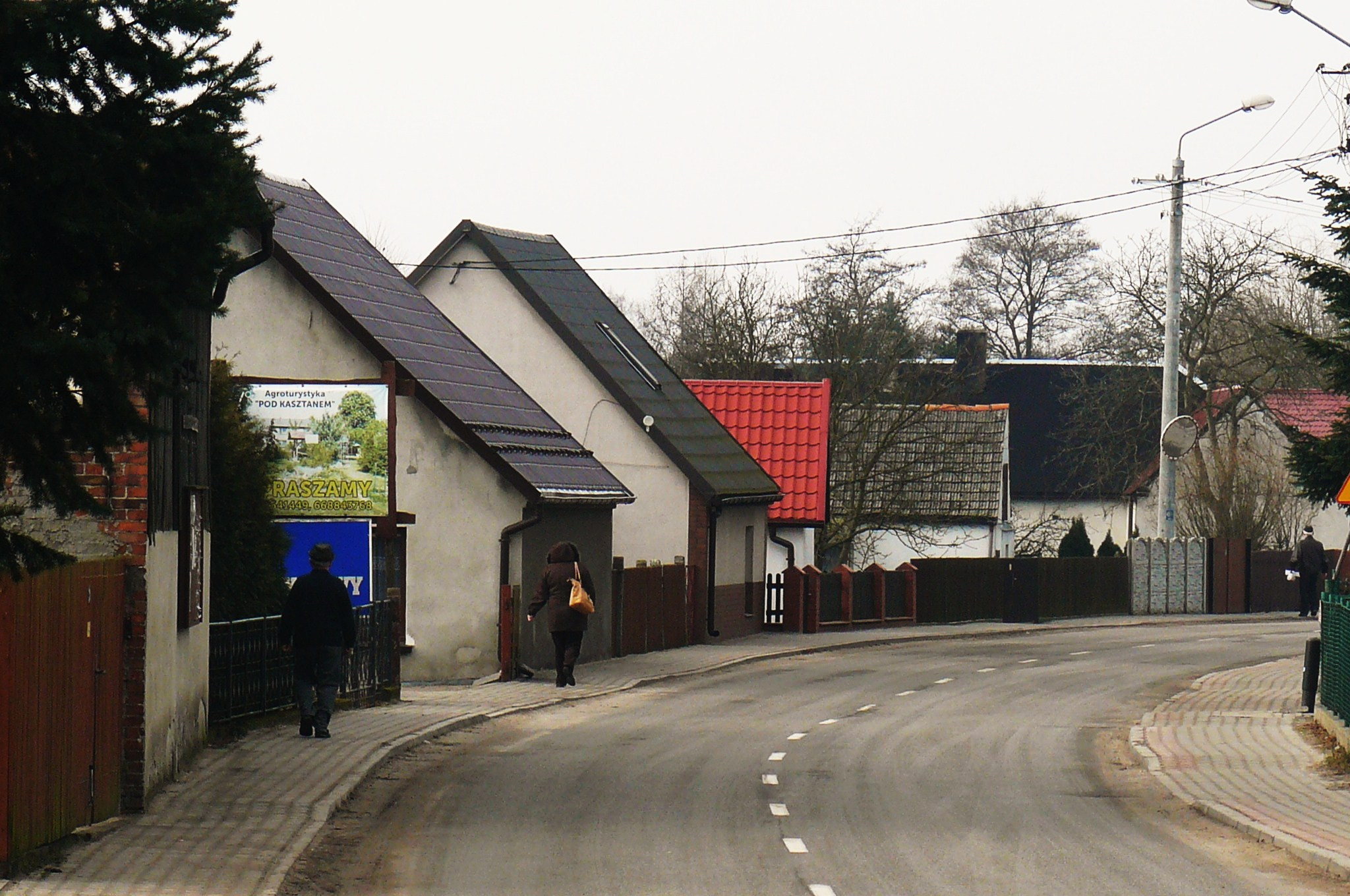
Główna ulica

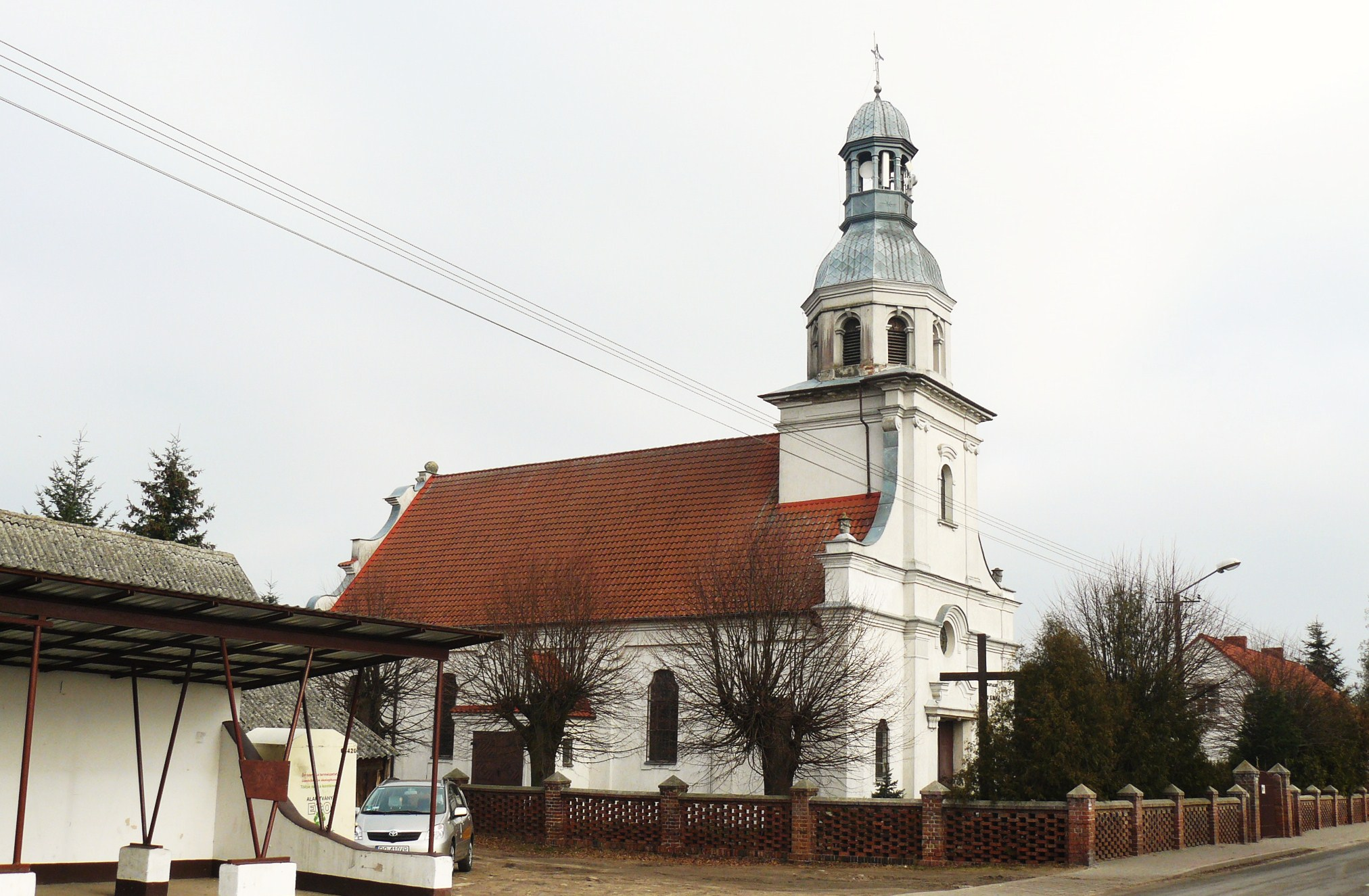
Kościół Chrystusa Króla

Chojno-Wieś – wieś w Polsce, położona w województwie wielkopolskim, w powiecie szamotulskim, w gminie Wronki, ok. 15 km na zachód od Wronek.
W latach 1954–1972 wieś należała i była siedzibą władz gromady Chojno. W latach 1975–1998 wieś należała administracyjnie do województwa pilskiego.

## Położenie
We wsi znajduje się przeprawa promowa przez rzekę Wartę.
Chojno to wieś znajdująca się w gminie Wronki, najbardziej wysunięta na zachód w tej gminie. Chojno leży na prawym brzegu rzeki Warty oraz na skraju Puszczy Noteckiej. Wieś podzielona jest na następujące części: Księże Pole, Wesołe Miasteczko, Zdrojek, Korbanie, Piaski, Kozi Rynek, Waliszewo, Cegielnia, Aplaga i Chojno Leśniczówka.
Wieś położona jest w okolicach wielu jezior oraz rzeki Warty, w bliskości lasów i wydm.
Wieś szlachecka Choino położona była w 1580 roku w powiecie poznańskim województwa poznańskiego. 
| SIMC    | Nazwa         | Rodzaj    |
| ------- | ------------- | --------- |
| 0532754 | Lubowo Drugie | część wsi |
| 0532783 | Zdroje        | część wsi |

## Infrastruktura
Parafia chojeńska istnieje już od 19 marca 1917 r. i należy do parafii i znajdującego się 8 km dalej kościoła w Biezdrowie. W Chojnie znajdują się dwa cmentarze, jeden z nich to cmentarz ewangelicki, którego początki biorą się najprawdopodobniej od pierwszych osadników holenderskich, drugi z nich to cmentarz parafialny katolicki. W Chojnie znajduje się szkoła podstawowa, kształcenie w szkole obejmuje klasy I-VIII oraz zerówkę, dzieci z pobliskich miejscowości są również dowożone do tej szkoły. We wsi znajduje się Ochotnicza Straż Pożarna, biblioteka publiczna, dom kultury, poczta oraz boisko sportowe z amfiteatrem. Znajduje się tutaj również Dom Pomocy Społecznej dla mężczyzn niepełnosprawnych intelektualnie.
Nad jeziorem Radziszewo (Radziszewskim) znajduje się ok. 500 domków letniskowych. We wsi znajduje się wiele pomników przyrody.

## Kultura
Wieś Chojno ma również swoje święto, nazwane jest ono „Dniami Chojna”, zaczynają się one 15 sierpnia. Chojno posiada również swój herb, zatwierdzony w 1998 r., wyłoniony w trakcie konkursu dla dzieci na zaprojektowanie herbu wsi.
W Chojnie znajduje się również mogiła resztek armii Napoleona, wracającej z "ataku na Moskwę". Mieszkańcy uczcili tę mogiłę w 1999 r. pamiątkową tablicą, która znajduje się na głazie w pobliżu szkoły. Również poległych w I wojnie światowej uczcili mieszkańcy podobną tabliczką.

## Historia
Na podstawie odkrycia w Chojnie cmentarzyska z młodszej epoki brązu (100–800 lat p.n.e.) stwierdzono, że pierwsze osady na tym terenie sięgają czasów słowiańskich. Według odkryć archeologów pierwsza osada słowiańska znajdowała się w pobliżu dzisiejszego młyna i jeziora o nazwie Chojno. W tym miejscu zlokalizowane było cmentarzysko. Miejsce to było sprzyjające, przy jeziorze i rzece, zapewniało ludności dostęp do wyżywienia pod postacią ryb i ptaków, bliskość lasów pozwalała na łowiectwo, a także na zbieractwo grzybów i jagód.
Z powodu wyjałowienia gleb oraz przełowienia zwierzyny i ryb osadnicy zaczęli się przenosić w nowe miejsce, nazwane później Pogorzeliskiem. Osada znajdowała się około kilometra od obecnej wsi.
Przeniesienie wsi w obecne miejsce było spowodowane przede wszystkim łatwym dostępem do zdrowej i czystej wody tzw. Zdrojku, zapewniło to mieszkańcom ochronę przed powodziami poprzez lokalizację na wysokim brzegu rzeki, stworzyło również dogodne warunki przeprawy przez rzekę do innych miejscowości, a także dało łatwiejszy dostęp do kościoła w Biezdrowie. Ważnym czynnikiem przychylającym się do lokalizacji na tym miejscu było coraz większe nastawienie mieszkańców na gospodarkę rolną i hodowlaną. Wieś położona w tym miejscu obfitowała w ryby i ptactwo. Ludność zajmowała się również zbieraniem owoców runa leśnego oraz pozyskiwaniem drewna i smoły drzewnej.
Chojnie po raz pierwszy było wzmiankowane w 1284 r. – w Kodeksie Dyplomatycznym Wielkopolski. Przemysł II zatwierdził dawne i nadał nowe zezwolenie immunitetowe dla dóbr Tomisława, kasztelana poznańskiego z Szamotuł, między innymi dla wsi Chojno i zezwalał lokować wsie na prawie niemieckim. Przez 250 lat Chojno było w posiadaniu rodziny Ostrorogów, następnie Potockich oraz Radziwiłłów, a następnie Sapiehów. W 1737 r. Marianna Sapieha sprzedała ostrorowczyznę wraz z Chojnem Kwileckim z Kwilcza. Pierwsi osadnicy holenderscy pojawili się w latach 1692–1737, po których zostały charakterystyczne cmentarze ewangelickie. Podczas I rozbioru Polski Chojno stało się wsią przygraniczną z Prusami. Po klęsce Napoleona w Rosji w 1812 r. przez Chojno przeszła część jego wojsk, czego dowodem pozostała mogiła zbiorowa. Wielu chojnian brało czynny udział w pierwszej i drugiej wojnie światowej.
W roku 1902 w Chojnie założono OSP. W 1928 zakończono budowę kościoła Chrystusa Króla.
Po zakończeniu II wojny światowej Chojno i jego okolica za sprawą mieszkańców zaczęły odradzać się.
W styczniu 1963 r. nastąpił podział sołectwa Chojno na trzy odrębne: Chojno-Wieś, Chojno-Młyn, Chojno-Błota, który obowiązuje do dziś.
W latach 1996–2001 w Chojnie znajdował się urząd pocztowy z kodem 64-513. Po jego likwidacji we wsi pozostaje jedynie agencja pocztowa, a poczta znajduje się we Wronkach.

## Związani z Chojnem

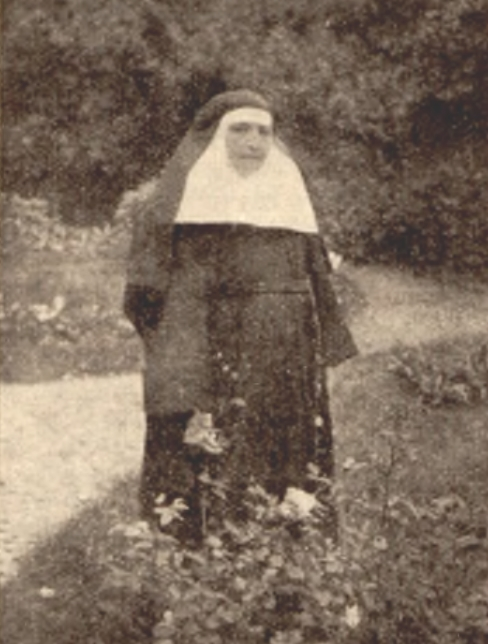
Fotografia z artykułu wspomnieniowego

- Maria Walentyna Lisiecka (ur. 16.01.1846 Chojno[6], zm. 22.03.1936 Koszyce Małe) OSU. Wychowawczyni. Nauczycielka języka francuskiego. Przełożona klasztoru w Gnieźnie. Wygnana wraz z innymi siostrami przez władze pruskie, w ramach tzw. kulturkampfu[7]. W lipcu 1877 przybyła do Tarnowa, gdzie zorganizowała szkołę, pensjonat i kaplicę pw. Najświętszego Serca Pana Jezusa. Razem z Urszulą Ledóchowską zreformowała tzw. konstytucje zakonu urszulanek[8]. Wieloletnia przełożona domów zakonnych w Tarnowie i Koszycach Małych, gdzie spędziła ostatnie lata życia.